# Westfälischer Merkur
Der Westfälische Merkur war eine zweimal täglich in Münster erscheinende politische Zeitung. Sie war eines der Hauptorgane der Zentrumspartei.

## Geschichte
Die Zeitung wurde 1822 gegründet und erschien zunächst im Verlag der Coppenrathschen Buch- und Kunsthandlung zu Münster, später dann im Verlag Westfälische Vereinsdruckerei in Münster i. W. Anfangs erschien sie dreimal wöchentlich, seit 1830 täglich. Bis 1870 vertrat sie die Interessen des Liberalismus. 1870 erwarb Kaplan Böddinghaus das Blatt. Unter der neuen Leitung griff der Merkur besonders heftig in den Kulturkampf ein, was dem Besitzer wie den Redakteuren zahlreiche Geld- und Gefängnisstrafen einbrachte. 1883 wurde der Westfälische Merkur von einer Aktiengesellschaft aufgekauft. In der Folge war Heinrich von Droste zu Hülshoff Aufsichtsratsvorsitzender der Zeitung. Die letzte von der Staatsbibliothek zu Berlin erfasste Ausgabe datiert – im 108. Jahrgang – vom 31. Dezember 1929.
Redakteur war ab 1891 Paul Weilbächer.